# Frederick Stock
Pour les articles homonymes, voir Stock.
Frederick Stock (né Friedrich August Stock ; Juliers, 11 novembre 1872 – Chicago, 20 octobre 1942) est un compositeur et chef d'orchestre naturalisé américain, né en Allemagne.
Il réalise toute sa carrière aux États-Unis dès 1895 et en tant que directeur musical de l'Orchestre symphonique de Chicago, de 1905 à 1942.

## Biographie

### Formation
Frederick Stock naît à Juliers, près de Cologne, d'un père chef d'orchestre militaire, Friedrich Karl Stock et de Louise Leiner. Son père lui donne ses premières leçons de violon dès ses quatre ans et à quatorze ans, il entre au Conservatoire de Cologne (1886), où il étudie le violon avec Georg Japha (un élève du français Delphin Alard) et la composition avec Engelbert Humperdinck, Gustav Jensen et la direction d'orchestre avec Franz Wüllner,,, un ami de Brahms depuis 1854.
Après son diplôme en 1887, il est pendant cinq ans violoniste à dans l'orchestre municipal de Cologne ou orchestre Gurzenich, sous la direction de Franz Wüllner. Il joue également sous la direction de Johannes Brahms (3e et 4e symphonies), Tchaikovski et Richard Strauss — par exemple lors de la création mondiale à Cologne, de Till Eulenspiegel, en 1895.

### États-Unis
Durant cette période, il rencontre Theodore Thomas, et à la fin de 1895, à son invitation, il rejoint l'orchestre de Chicago (alors Theodore Thomas Orchestra et baptisé Orchestre de Chicago en février 1913) où il joue dès le 25 octobre,, mais dans les rangs des altos. « Je voulais venir en Amérique et son offre a réalisé mon souhait » a écrit plus tard le chef d'orchestre. Dès son arrivée, il épaule Thomas pour la création par l'orchestre de Till l'Espiègle en novembre. En mai 1896, il se marie avec Elizabeth Muskulus. Ils ont une fille, Vera, née en 1902.
En 1899, il devient chef d'orchestre assistant de Thomas. Lors de la visite de Strauss qui vient diriger ses propres œuvres en 1902, le compositeur est surpris par la virtuosité de la phalange de Chicago. À partir de 1903, Stock prend en charge les tournées de tous les concerts hors de Chicago et à la mort de Theodore Thomas, début janvier 1905, Stock prend la succession, confirmée par élection en avril 1905. Il garde ce poste jusqu'à la fin de sa vie. Il est naturalisé le 22 mai 1919 et fait Chevalier de la Légion d'honneur par la France en 1925.
Excepté pendant les années de guerre Stock passe ses vacances d'été en Europe, soucieux de se tenir au fait des développements de la vie musicale.

### Directeur de la musique
Au cours des trente-sept années en tant que directeur musical, Frederick Stock a été une force d’inspiration, continuant la tradition de Theodore Thomas et devenant le « second père » de l'orchestre. Il fait un orchestre extrêmement polyvalent dans son répertoire et consolide la tradition d'excellence entrepris par Theodore Thomas.

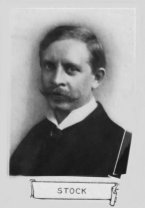
Frederick Stock en 1908.

Frederick Stock développe les avantages pour les membres d'orchestre. À la recherche d'un large public, il institue des concerts populaires (1914) et, après la fin de la guerre, des concerts destinés aux enfants (1919), qu'il dirige lui-même, un orchestre d'entraînement pour les jeunes musiciens dès la saison 1919-1920, soutenu et enseigné par les membres professionnels de l'orchestre,.
Dès ses premières années, en plus du répertoire romantique (Wagner, Brahms, Tchaïkovski), il s'engage dans la promotion de la musique Européenne de son temps : il dirige Debussy, Ravel, Mahler (festival Mahler dès avril 1917 avec la 8e et première américaine de la 3e symphonie, 1941), Scriabine et Schönberg (Cinq pièces pour orchestre, le 31 octobre 1909). Dans les années 1920, il défend Hindemith et Prokofiev, dont il assure la création du troisième concerto pour piano avec le compositeur (1921). Il créer de nombreuses autres partitions de compositeurs américains, entre cinq et dix chaque année, avec également des concerts uniquement composés d'œuvres américaines en souscription. Pendant la première Guerre mondiale, ce chiffre culmine à 27 partitions données durant la saison de souscription et les concerts populaire 1917–1918.
Durant les années 1920, il est invité par l'Orchestre de Philadelphie, quatre fois en remplacement de Stokowski. Son confrère décrivait Stock avec éloges : « belle sincérité artistique, érudition et équilibre entre imagination poétique et autorité musicale ». Dans The New York Times, le critique Olin Downes décrit son esthétique de direction, en remarquant l’économie de moyen, reposant sur un grand travail en répétitions : « Musicien tout à fait exceptionnel, avec une horreur de l'ostentation, il obtint un résultat excitant d'une manière apparemment la plus simple »,.
Pour le cinquantième anniversaire de l'orchestre, pendant la saison 1940–1941, il commande des œuvres à une large palette de compositeurs autant américains qu'étrangers : Milhaud (Symphonie no 1 et 2e concerto pour piano), Stravinsky (Symphonie en ut), Kodály (Concerto pour orchestre), Walton (Scapino), Glière (Ouverture Fête Ferganaise), Casella (Troisième symphonie), Harris (American Creed) et Miaskovski (Symphonie no 21),.
En tant que compositeur, il laisse deux symphonies, des œuvres pour orchestre, de la musique de chambre et un concerto pour violon, créé en 1915 par Efrem Zimbalist.
Ferruccio Busoni, lui dédie son  Rondino arlechinesco.

## Créations
- Arthur Foote, Four Character Pieces, op. 48 (20 décembre 1907)
- Carlos Salzedo, Enchanted Isles, poème symphonique pour harpe et orchestre (24 novembre 1919)
- Arnold Bax, The Garden of Fand (29 octobre 1920)
- Sergueï Prokofiev, Concerto pour piano no 3 - avec Prokofiev (16 décembre 1921)
- Percy Grainger, The Bride’s Tragedy (30 mai 1922)
- Gustav Holst, Fugal Concerto (17 mai 1923)
- Charles Loeffler, Memories of My Childhood (30 mai 1924)
- Howard Hanson, Lament of Beowolf (21 mai 1926)
- Howard Hanson, Heroic Elegy (18 mai 1927)
- Ernest Bloch, Helvetia, the Land of Mountains and Its People, fresque symphonique pour orchestre (18 février 1932)
- Alexandre Glazounov, Ballade concerto pour violoncelle et orchestre - avec Daniel Saidenberg (15 décembre 1932)
- Florence Price, Symphonie no 1 (15 juin 1933)
- Roy Harris, American Creed pour chœur et orchestre (31 octobre 1940)
- Nikolaï Miaskovski, Symphonie no 21 (26 décembre 1940)
- Zoltán Kodály, Concerto pour orchestre (6 février 1941)
- Reinhold Glière, Ouverture Fête Ferganaise, op. 75 (20 mars 1941)
- Alfredo Casella, Symphonie no 3, op. 63 (27 mars 1941)
- William Walton, Ouverture Scapino (3 avril 1941)
- Eugene Zador, Pastorale and Tarantella (5 février 1942)
- John Alden Carpenter, March and Song to Freedom (4 mars 1942)
- Heniot Levy, Twenty-four Variations on an Original Theme (9 avril 1942)[15].

## Compositions
- Symphonic Variations (1903)
- Eines Menschenlebens Morgen, Mittag, und Abend (1905)
- Improvisation (1907)
- Symphonic Waltz (1907)
- Symphonic Sketch, « Summer Evening » (1908)
- Symphonie en ut mineur (1909)
- Festival March (1910)
- Ouverture, Life’s Spring-Tide (1914)
- Festival Prologue (1915)
- Overture to a Romantic Comedy (1918)
- March and Hymn to Democracy (1919)
- A Psalmodic Rhapsody pour ténor, chœur et orchestre (1921)
- Elegy (1923)
- Concerto pour violoncelle et orchestre en ré mineur (1929)
- A Musical Self-Portrait (1932)
- Academic Festival, prélude (1941)

## Enregistrements
- Mendelssohn, Marche nuptiale, extrait du Songe d'une nuit d'été (1er mai 1916, Columbia)[3]
- Ernő Dohnányi, Suite, op. 19 (1929, Victrola M 47)
- Georges Enesco, Rhapsodie roumaine n° 1 (Columbia Masterworks X-203)
- Franz Schubert, Symphonie no 9 en ut majeur (Columbia Masterworks M 403)
- Tchaïkovski, Concerto pour violon - avec Nathan Milstein, violon (1940, Columbia M 413)
- Ernest Chausson, Symphonie en si bémol majeur (RCA Victor)
- Beethoven, Concertos pour piano nos 4 et 5 - avec Artur Schnabel, piano (24 juillet/22 juin 1942, RCA Victor/Sony)